# Torneo de 's-Hertogenbosch 2022
El Libéma Open 2022 fue un torneo de tenis, perteneciente al ATP Tour 2022 en la categoría ATP 250 y al WTA Tour 2022 en la categoría WTA 250. El torneo tuvo lugar en la ciudad de 's-Hertogenbosch (Países Bajos) desde el 6 hasta el 12 de junio de 2022.

## Distribución de puntos
| Modalidad            | Campeón | Finalista | Semifinales | Cuartos de final | 2ª ronda | 1ª ronda | Clasificados | 2ª ronda de clasificación | 1ª ronda de clasificación |
| Individual masculino | 250     | 165       | 100         | 50               | 25       | 0        | 13           | 7                         | 0                         |
| Dobles masculino     | 250     | 150       | 90          | 45               | 20       | 0        | -            | -                         | -                         |

| Modalidad           | Campeona | Finalista | Semifinales | Cuartos de final | 2ª ronda | 1ª ronda | Clasificadas | 2ª ronda de clasificación | 1ª ronda de clasificación |
| Individual femenino | 280      | 180       | 110         | 60               | 30       | 1        | 18           | 12                        | 1                         |
| Dobles femenino     | 280      | 180       | 110         | 60               | 1        | -        | -            | -                         | -                         |

## Cabezas de serie

### Individuales masculino
| Tenista                 | Ranking | Preclasificado |
| Daniil Medvédev         | 2       | 1              |
| Félix Auger-Aliassime   | 9       | 2              |
| Taylor Fritz            | 14      | 3              |
| Álex de Miñaur          | 20      | 4              |
| Karen Khachanov         | 25      | 5              |
| Botic van de Zandschulp | 29      | 6              |
| Tommy Paul              | 33      | 7              |
| Jenson Brooksby         | 34      | 8              |

- Ranking del 23 de mayo de 2022.[3]

### Dobles masculino
| Tenista                             | Ranking | Preclasificado |
| Pierre-Hugues Herbert Nicolas Mahut | 13      | 1              |
| Wesley Koolhof Neal Skupski         | 23      | 2              |
| Marcelo Arévalo Jean-Julien Rojer   | 57      | 3              |
| Matthew Ebden Max Purcell           | 69      | 4              |

### Individuales femenino
| Tenista              | Ranking | Preclasificada |
| Aryna Sabalenka      | 7       | 1              |
| Danielle Collins     | 9       | 2              |
| Belinda Bencic       | 14      | 3              |
| Elena Rybakina       | 16      | 4              |
| Daria Kasátkina      | 20      | 5              |
| Tamara Zidanšek      | 25      | 6              |
| Liudmila Samsónova   | 27      | 7              |
| Veronika Kudermétova | 29      | 8              |

- Ranking del 23 de mayo de 2022.[4]

### Dobles femenino
| Tenista                              | Ranking | Preclasificada |
| Veronika Kudermétova Elise Mertens   | 6       | 1              |
| Desirae Krawczyk Demi Schuurs        | 25      | 2              |
| Nicole Melichar-Martinez Ellen Perez | 73      | 3              |
| Eri Hozumi Makoto Ninomiya           | 77      | 4              |

## Campeones

### Individual masculino
Tim van Rijthoven venció a  Daniil Medvédev por 6-4, 6-1

### Individual femenino
Ekaterina Alexandrova venció a  Aryna Sabalenka por 7-5, 6-0

### Dobles masculino
Wesley Koolhof /  Neal Skupski vencieron a  Matthew Ebden /  Max Purcell por 4-6, 7-5, [10-6]

### Dobles femenino
Ellen Perez /  Tamara Zidanšek vencieron a  Veronika Kudermétova /  Elise Mertens por 6-3, 5-7, [12-10]